# Wedelan
Wedelan is een bestuurslaag in het regentschap Japara van de provincie Midden-Java, Indonesië. Wedelan telt 7224 inwoners (volkstelling 2010).